# Banks (Arkansas)
Banks é uma cidade  localizada no estado americano de Arkansas, no Condado de Bradley.

## Demografia
Segundo o censo americano de 2000, a sua população era de 120 habitantes. 
Em 2006, foi estimada uma população de 117, um decréscimo de 3 (-2.5%).

## Geografia
De acordo com o United States Census Bureau, a localidade tem uma área de 1,0 km², sem área coberta por água. Banks localiza-se a aproximadamente 59 m acima do nível do mar.

## Localidades na vizinhança
O diagrama seguinte representa as localidades num raio de 32 km ao redor de Banks. 